# Cirit

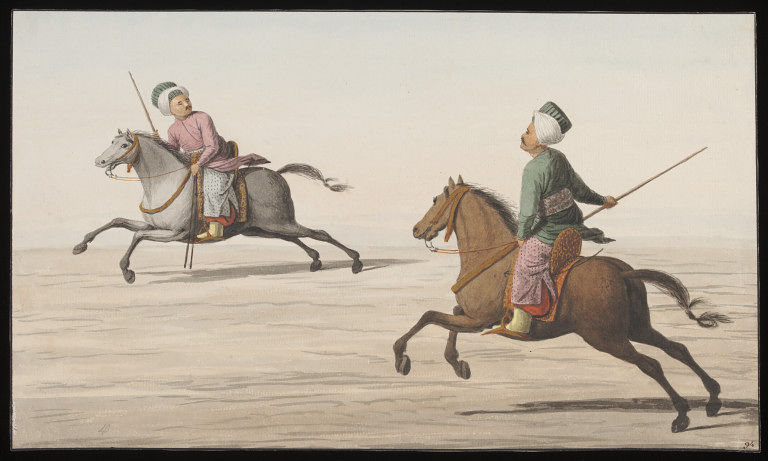
Twee mannen spelen cirit, circa 1809.

Cirit (andere benamingen: jereed, jerreed, jerid, of jerrid) is een traditionele Turkse ruitersport te paard waarbij het de bedoeling is punten te scoren door een stompe houten speer naar de ruiters van de tegenpartij te werpen. Het werd door de Turkische volkeren in Centraal-Azië gespeeld als het belangrijkste sport- en ceremoniespel, en werd naar Anatolië gebracht tijdens de westwaartse migratie in het begin van de 11e eeuw. Vandaag wordt cirit vooral beoefend in Oost-Turkije, maar de Turkse regering promoot nu deze sport.

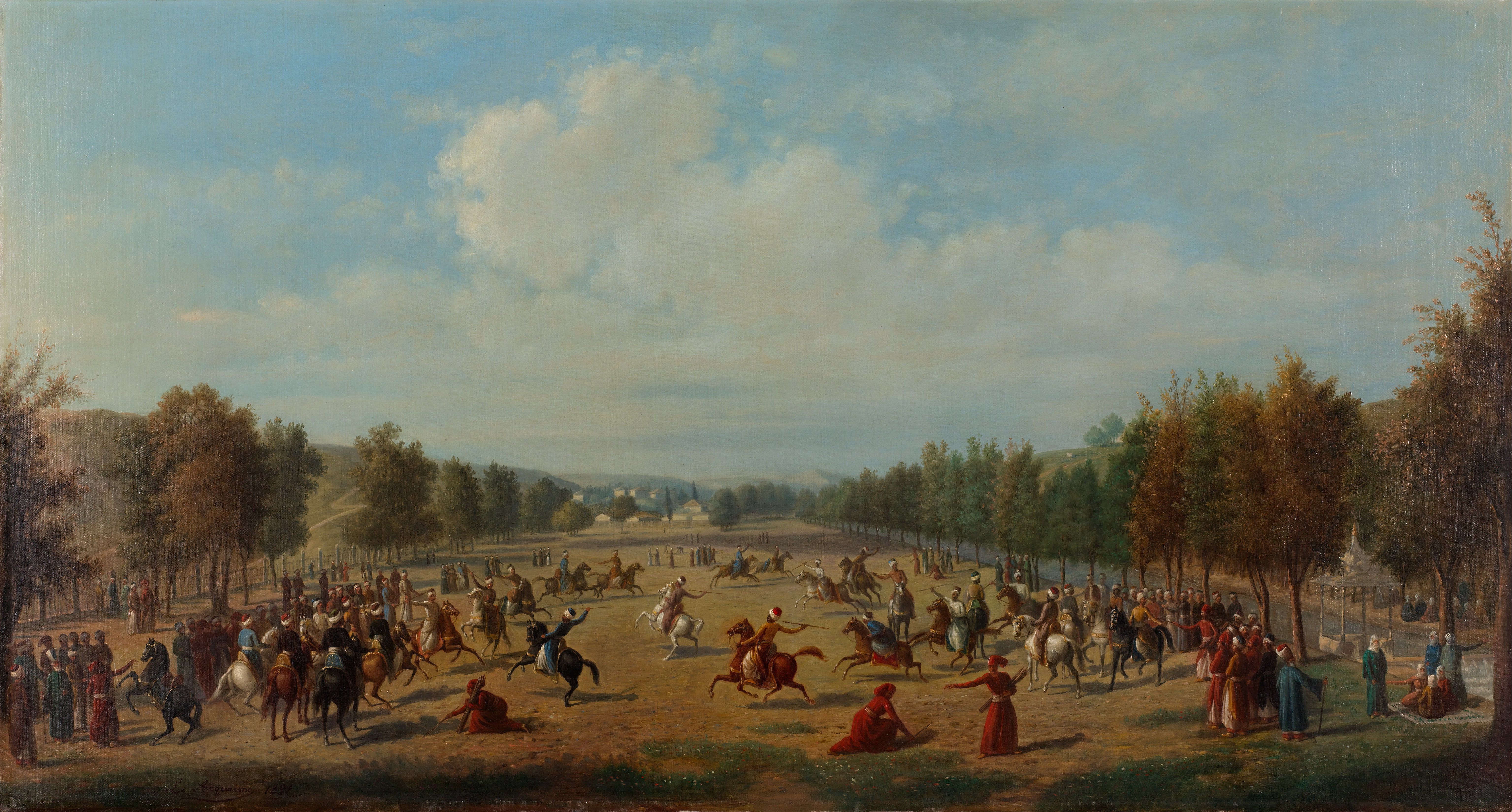
Luigi Acquarone, Een jereed spel in Kağıthane, einde van de 19e eeuw
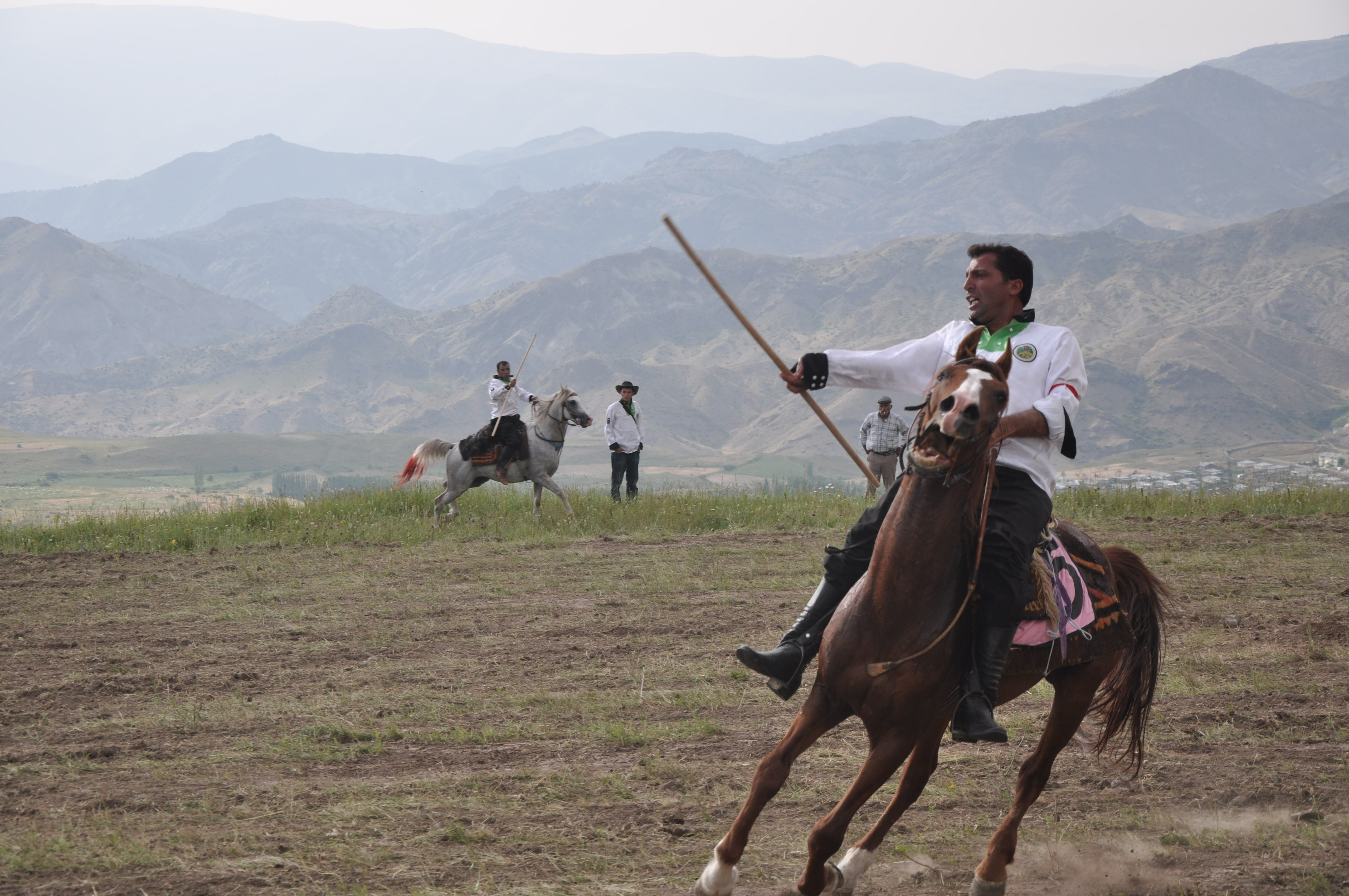
Cirit in het Sarıkamış-Allahuekber Nationaal Park, 2011